# II-КП4
Электровоз II-КП4 — промышленный электровоз постоянного тока, строившийся в СССР на Новочерскасском электровозостроительном заводе с 1952 по 1956 гг. для обслуживания промышленных путей с лёгким верхним строением (серия II-КП4А), тяги судов через шлюзы (серия II-КП4Б «Бурлак») и внутризаводской перевозки расплавленного чугуна (серия II-КП4В «Чугуновоз»). Обозначение II-КП4 расшифровывается как «контактный, промышленный, II весовой категории, 4-й конструктивный вариант». Предшественником серии был единственный построенный в 1941 году Коломенским машиностроительным заводом электровоз II-КП1.

## История
Проектировались электровозы серии II-КП4 в конце 1940-х годов на Новочеркасском электровозостроительном заводе, где в дальнейшем и выпускались. Предусматривались сразу три разновидности таких электровозов — серии А (наиболее быстроходные, для промышленных путей), Б (использовались для тяги лесосплавных плотов через шлюзы Камской ГЭС; все электровозы находятся там же по состоянию на 2007 год и работают на путях ГЭС в качестве кранов и для обслуживания шлюза) и В (для перевозки расплавленного чугуна по территории завода).
Всего с 1952 по 1956 гг. был построен 41 электровоз II-КП4. Электровозы II-КП4А строились в 1952—1953 гг. (выпущено 16 машин), II-КП4Б — 1953—1956 гг. (18 машин), II-КП4В — 1952—1954 гг. (7 машин).

## Конструкция
Все три разновидности электровозов оборудованы тяговыми электродвигателями (ТЭД) ДК-806А производства московского завода «Динамо». Электровозы серии А имеют близкое к номинальному напряжение на зажимах ТЭД и являются наиболее быстроходными среди II-КП4. На электровозах II-КП4Б в рабочем режиме ТЭД соединяются только последовательно; последовательно-параллельное соединение используется при движении без нагрузки. На II-КП4В ТЭД соединяются в две параллельные группы из последовательно соединённых электродвигателей. Все разновидности II-КП4 имеют одинаковые колёсно-моторные блоки. Передаточное число тягового редуктора — 5,54. Все электровозы оборудованы реостатным тормозом. Масса локомотивов с балластом — 40-42 т в зависимости от серии.